# Kathedrale basiliek van Maria-Tenhemelopneming (Płock)
De kathedrale basiliek van Maria-Tenhemelopneming (Pools: Bazylika katedralna Wniebowzięcia Najświętszej Maryi Panny) is de kathedraal van het bisdom Płock in Płock. De kathedraal vertegenwoordigt de romaanse bouwstijl.

## Geschiedenis

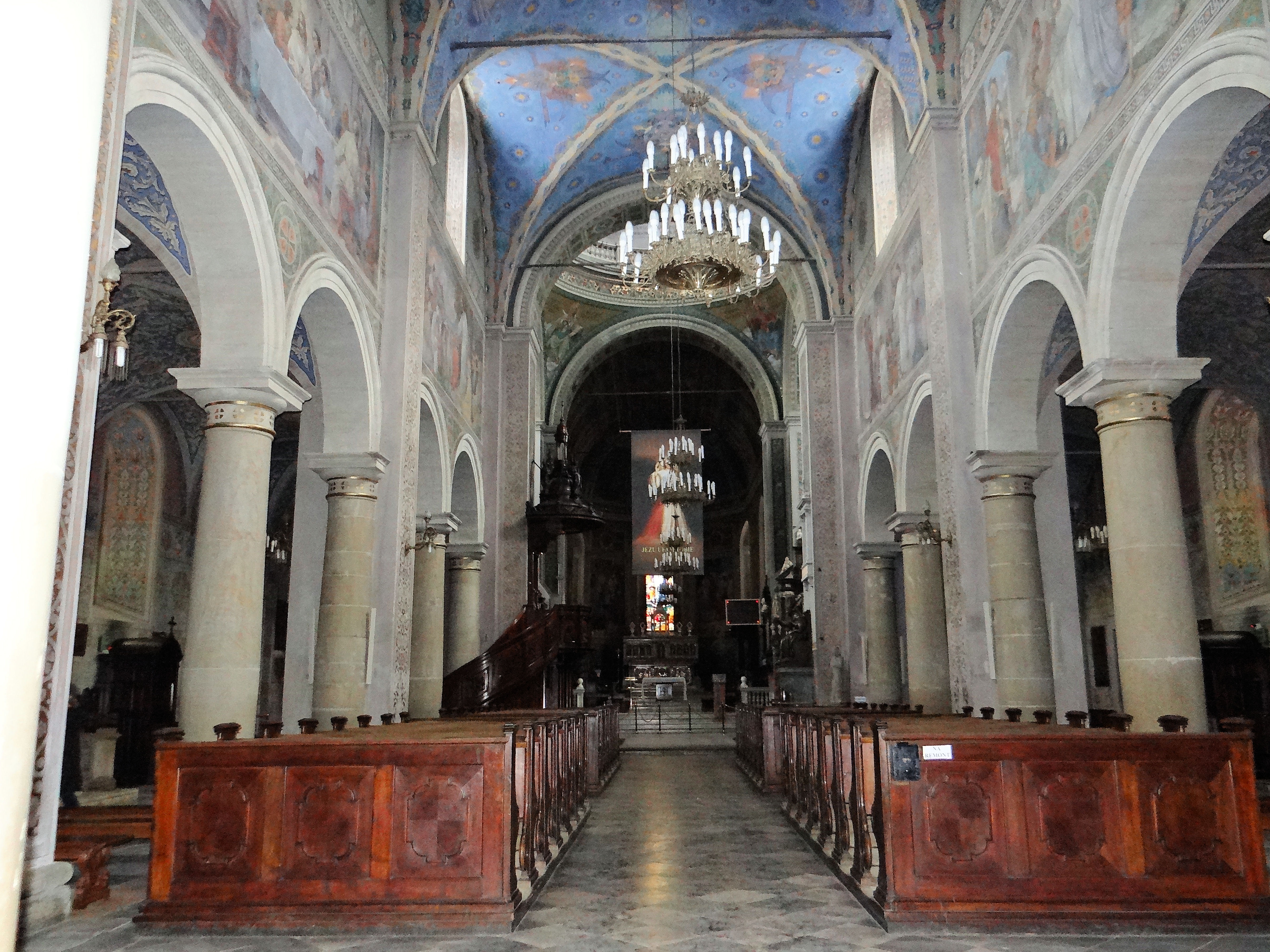
Overzicht interieur

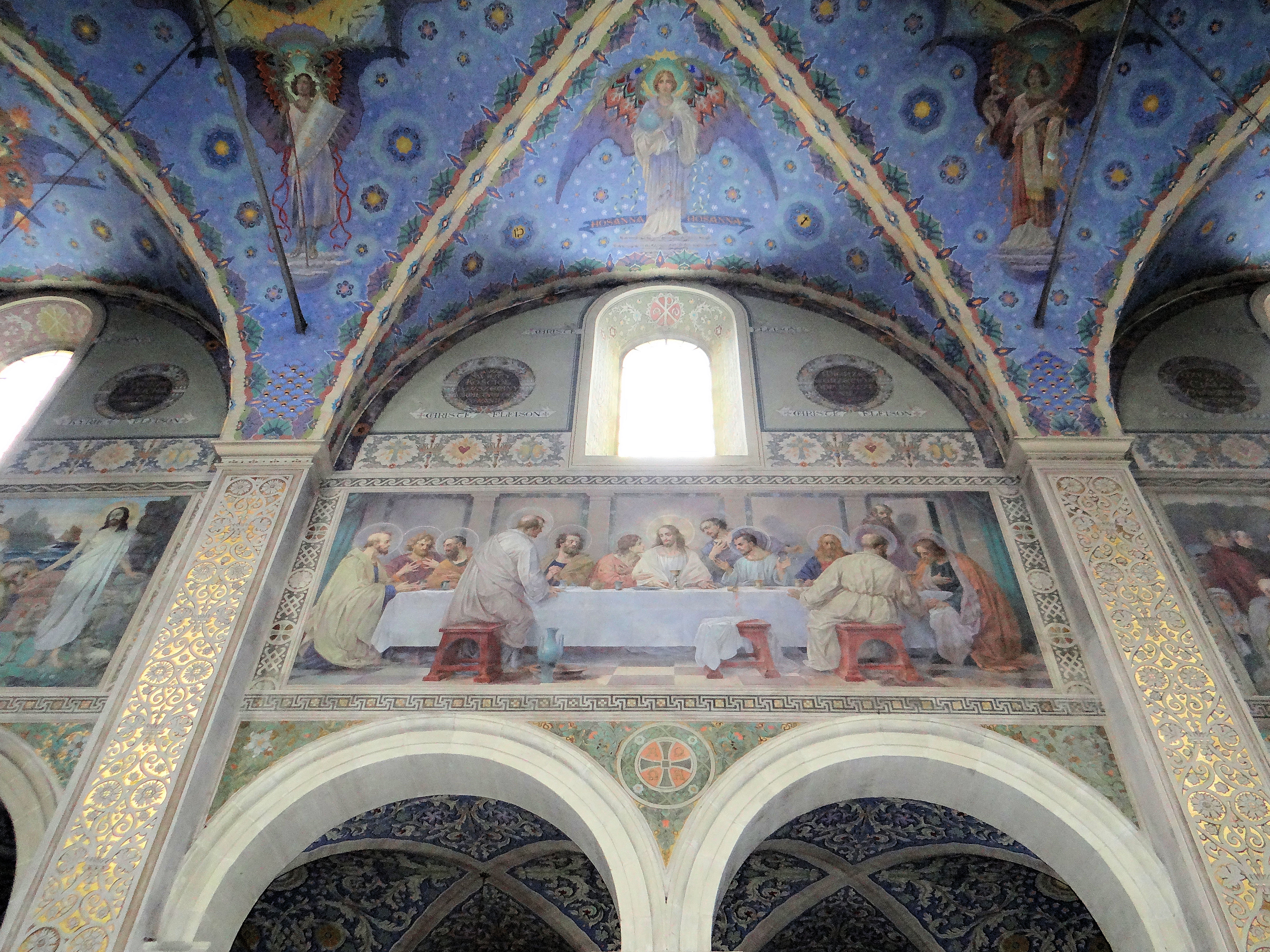
polychrome schilderingen

Het bisdom in Płock werd opgericht in 1075. Een eerste duidelijke verwijzing naar de kathedraal dateert van 1102, toen Wladislaus I Herman er werd begraven. De huidige romaanse kathedraal werd gebouwd na 1129 op initiatief van prins Bolesław III en bisschop Alexander van Malonne. De aanleiding van de nieuwbouw was een brand en de bouw zou tot 1144 duren, toen de kerk werd ingewijd als de kerk van de heilige Maagd Maria.
In de jaren 1152-1154 werden de bronzen deuren gemaakt, die in de 13e of 14e jaar onder raadselachtige omstandigheden in Veliki Novgorod terechtkwamen, waar ze zich nog altijd in de Sofiakathedraal bevinden. Tegenwoordig bevindt zich in de kathedraal een bronzen replica uit de jaren 1980. De deuren werden in Maagdenburg vervaardigd en hebben reliëfs van de verlossingscyclus, beginnend met de schepping van de eerste mens tot de tronende Christus als Wereldrechter omgeven met de symbolen van de evangelisten. Veel voorstellingen zijn gewijd aan de jeugd van Jezus en de lijdensgeschiedenis. Er is ook een voorstelling van Alexander van Malonne, de bisschop die de deuren bestelde.
Na een grote brand in 1530 werd de kerk in opdracht van bisschop Andzej Krzycki door Italiaanse architecten tussen 1531 en 1535 in renaissancestijl herbouwd en voorzien van een vieringkoepel. De herbouw werd tussen 1556 en 1563 onder Giovanni Battista di Quadro voltooid. Van 1784-1787 werd de kathedraal onder bisschop Michał Poniatowski, de broer van koning Stanislaus II August, in classicistische stijl verbouwd. In het koor van de kathedraal werden de Poolse heersers Wladislaus I Herman en Bolesław III bijgezet en na de herontdekking in 1825 van de graven in marmeren sarcofagen onder de noordelijke toren bijgezet. Sindsdien wordt de ruimte de koninklijke kapel genoemd.
In de jaren 1901-1903 werd de bouwvallige basiliek geheel gerenoveerd en verbouwd, waarbij men zich aan de oorspronkelijke vormen oriënteerde. De kerk kreeg bovendien een nieuwe neoromaanse gevel met dubbele torens. Uit het begin van de 20e eeuw stamt ook het overwegende deel van de inrichting, evenals de polychromie van het gewelf en de muren.
Paus Pius X verhief de kathedraal in het jaar 1910 tot de status van een basilica minor. In 1991 bezocht paus Johannes Paulus II de kathedraal.

## Inrichting
In de kathedraal staat een belangwekkend orgel uit de 20e eeuw, dat dankzij de goede akoestiek van de kerk ook voor concerten gebruikt wordt. Uit vroegere periodes zijn talrijke epitafen en grafmonumenten bewaard gebleven. Noemenswaardig zijn ook de twee barokke altaren uit de 18e eeuw. Alle andere altaren in de kerk dateren uit de 19e eeuw. Onderdeel van de kerkschat vormt een miskelk van hertog Koenraad van Mazovië uit de 13e eeuw en een relikwiebuste van de heilige Sigismund.